# Lars Christiansen (håndboldspiller)
 Der er flere personer med dette navn, se Lars Christiansen.
Lars Roslyng Christiansen (født 18. april 1972 i Sønderborg) er en tidligere dansk håndboldspiller.

## Karriere
Han har, siden sin landsholdsdebut i 1992, spillet 338 landskampe for Danmark og scoret 1503 mål (27. januar 2012). Han har i perioden 1996-2010 spillet for den tyske klub SG Flensburg-Handewitt, hvor han blev regnet for en af klubbens allerbedste spillere. Han var i 2004 med til at vinde det tyske mesterskab for klubben, i øvrigt klubbens første. Desuden var han med sin tyske klub finalist i Champions League, tysk pokalmester, EHF Cup-vinder og vinder af City Cuppen.
Tidligere har Lars spillet for Vidar Sønderborg, Ribe HK og Kolding IF.
Også på landsholdet har han været en markant spiller, der i januar 2007 overtog rekorden som spilleren med flest landskampe. Samtidig er han den mest scorende landsholdsspiller til dato. I januar 2008 blev Lars Christiansen europamester med det danske herrelandshold, og fik også en plads på All Star holdet som turneringens bedste venstre fløj. Samtidig blev han også turneringens mest scorende spiller, delt sammen med Ivano Balic og Nikola Karabatic. Han var også i 2008 med til OL i Beijing hvor Danmark fik en 7 plads.
Fra 1992 til 2012 spillede han i alt 338 kampe og scorede 1503 mål for Danmarks håndboldlandshold. Den 29. maj 2012 blev han ikke udtaget til Sommer-OL 2012 i London. Den 31. maj 2012 meddelte han at han stoppede sin karriere med øjeblikkelig virkning.
Lars Christiansen blev i 2015 optaget i Danmarks Idrætsforbunds Hall of Fame.

## Andre aktiviteter
I 2018 deltog han i sæson 15 af Vild med dans, hvor han dansede med den professionelle danser Sofie Kruuse.

## Privat
Lars Christiansen har sammen med tidligere kvindelig landsholdsspiller Christina Roslyng sønnerne Frederik og August. Parret var gift i tre år, men gik fra hinanden i 2009. I efteråret 2012 meldte Lars Christiansen og Christina Roslyng ud at de havde fundet sammen igen. Parrets søn, Frederik Roslyng, blev i 2024 officielt professionel fodboldspiller for AC Horsens.
Lars Christiansen er desuden fætter til Jan Paulsen, der også er tidligere håndboldspiller og træner i Mors-Thy Håndbold.

## Resultater

### Landsholdet
- 2012 EM guld
- 2011 VM sølv
- 2008 EM guld
- 2007 VM bronze
- 2006 EM bronze
- 2004 EM bronze
- 2002 EM bronze

### Klubholdet
- 2005 DHB pokal med SG Flensburg-Handewitt
- 2004 DHB pokal med SG Flensburg-Handewitt
- 2004 Tysk mester med SG Flensburg-Handewitt
- 2003 DHB pokal med SG Flensburg-Handewitt
- 2001 Pokalsejr Cup med SG Flensburg-Handewitt
- 1999 City-Cup med SG Flensburg-Handewitt
- 1997 EHF Cup med SG Flensburg-Handewitt